# Liste des princes de Logoïsk
Voici la liste des princes de Lahoïsk ou Logoïsk, principauté des Slaves orientaux en Biélorussie actuelle, vassale de celle de Polotsk.

## Princes de Logoïsk
- Date inconnue : Briatchislav de Logoïsk, fils du prince Boris Ier de Polotsk
- Date inconnue : Mikula de Logoïsk, fils du prince Volodsha de Polotsk
- Autour de 1180 : Vseslav de Logoïsk, fils de Mikula
- Autour de 1180 : Andrei de Logoïsk, fils du prince Volodsha de Polotsk
- Entre 1180 et 1196 : Vasilko Ier de Logoïsk, fils du prince Volodsha de Polotsk
- Autour de 1196 : Vasilko II de Logoïsk, fils du prince Volodar de Minsk